# Daily Record (Scozia)
Il Daily Record è un quotidiano scandalistico con sede a Glasgow, in Scozia (Regno Unito). Viene pubblicato sei giorni alla settimana e il giornale "gemello" è il Sunday Mail. Come parte di Reach plc (già Trinity Mirror), ha una stretta parentela con il Daily Mirror britannico, con notizie di ambito nazionale riportate in entrambi i titoli.
Il Daily Record e tutti i giornali "a nord del confine" di proprietà di Reach (azienda) si sono fusi in un'unica entità che, alla fine del 2011, comprendeva 300 giornalisti che lavoravano su 20 testate cartacee e 36 siti web.
Poiché la tiratura cartacea del Record è diminuita in linea con altri quotidiani nazionali, ha concentrato sempre più attenzione sull'espansione della sua attività di notizie digitali. Reach (azienda)

## Storia

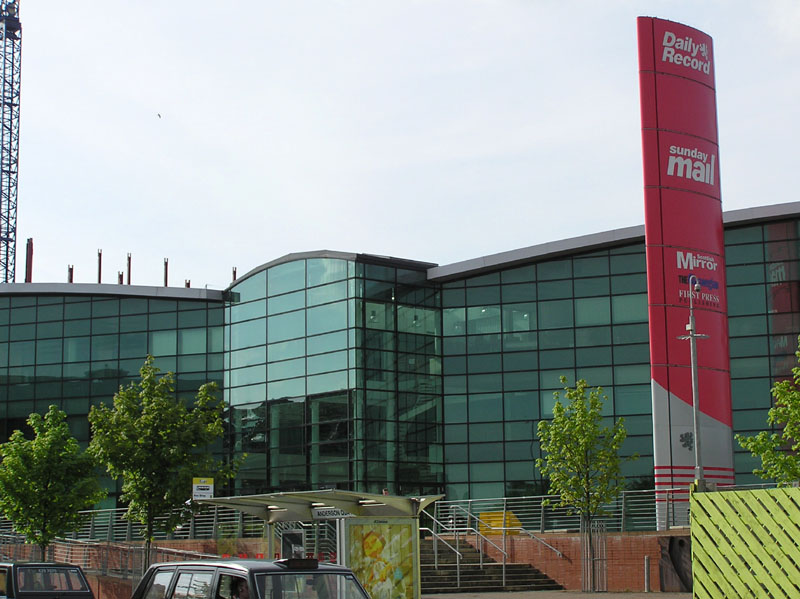
L'edificio del Daily Record ad Anderston Quay

Il Daily Record è stato fondato nel 1895. Il North British Daily Mail ha cessato la pubblicazione nel 1901 ed è stato quindi incorporato nel Daily Record, che è stato ribattezzato Daily Record and Mail. Lord Kemsley acquistò il giornale per 1 milione di sterline nel 1922, formando una società di controllo nota come Associated Scottish Newspapers Limited. La produzione fu trasferita da Renfield Lane a 67 Hope Street nel 1926.
Alle elezioni generali britanniche del 1970, il Daily Record e lo Scottish Daily Express erano "i due giornali scozzesi più venduti"
Il Daily Record è stato acquistato dall'azienda Trinity Mirror nel 1999, dalla proprietà di Robert Maxwell.